# L3/33小戰車
卡羅·維洛斯 CV-33（Carro Veloce），后名L3/33，是義大利在二戰前及二戰中使用的小戰車。

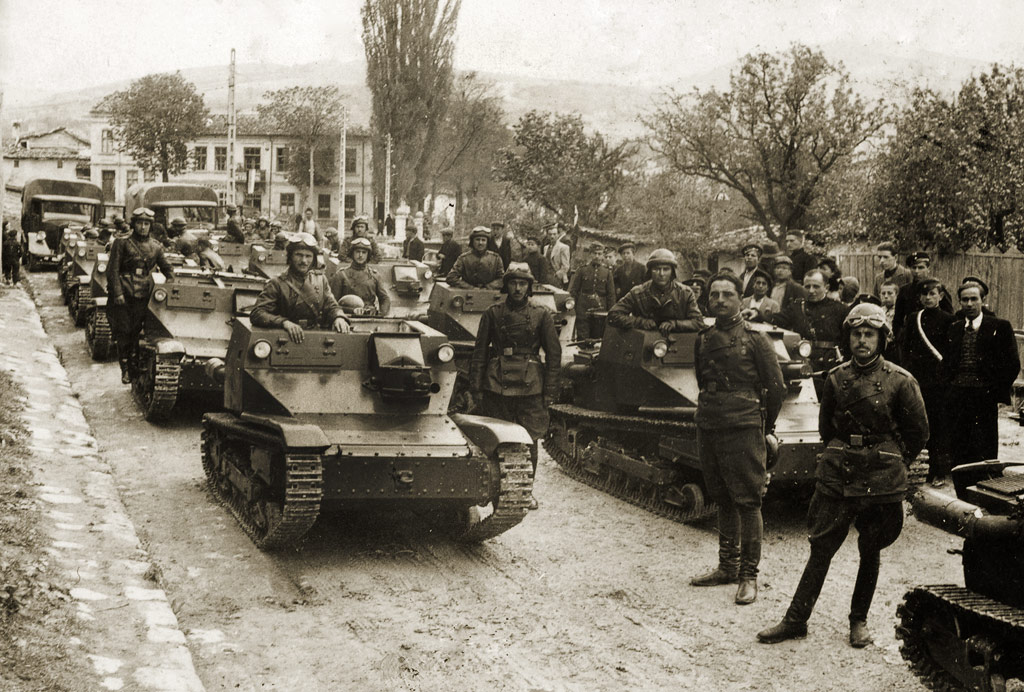

## 历史
1929年意大利从英国引进4辆卡登·勞埃德MK IV坦克及生产线。在对该车进行少许改良以后，以CV29（Carro Veloce）名称由菲亚特公司于1929～1930年期间制造了21辆。经过试验发现装甲不足，发动机功率也不够。全面改进后，于1933年定型为CV33。
1935年，爲了滿足CV-35的标准，許多CV-33接受了改造。
1938年，義大利將CV-33更名爲「L3/33」，將CV-35更名爲「L3/35」。

## 型号

### 原型车和初期生产型
兩名乘員操控，帶有12毫米的焊接裝甲，战斗室左侧装备的是6.5毫米M14水冷机枪；

### 量产第一批次
水冷M14换成空冷M14机枪，发动机室上方有3角机枪支架

### 量产第二批次
1934年开始生产。改为两联装8毫米菲亚特M35机枪或者贝雷塔M38机枪，同时撤销3角机枪支架，而以前生产的第一批次，后来也按照此标准改装。
1935年开始的第二次意大利埃塞俄比亞戰爭中，CV33被大量投入使用，面对反裝甲能力貧弱的埃塞军，取得了一定战果。

### CV35
1935年开始，因为意大利焊接水平太差，为了提高产量，上部外壳由焊接改为螺栓固定方式，定型为CV35。

### L3 Lf
L3 Lf（Lf係Lancia fiamme的縮寫，意爲「火焰噴射器」）爲L3小戰車的衍生型。該型號的研發始於1935年。火焰噴射器的噴嘴代替了一挺機槍，燃料罐則裝在一輛由L3 Lf牽引的有裝甲防護的拖車上。後期型的L3 Lf的燃料罐則被縮小成了一個裝在發動機艙上方的盒形罐。L3 Lf重3.2公噸，拖車能攜帶500公升的燃料。其射程達40碼（約合36.6米），不過也有來源認爲其射程爲100米。
L3 Lf在西班牙、法國、俄羅斯、巴爾幹、義屬北非、義屬東非等地都有作戰記錄。

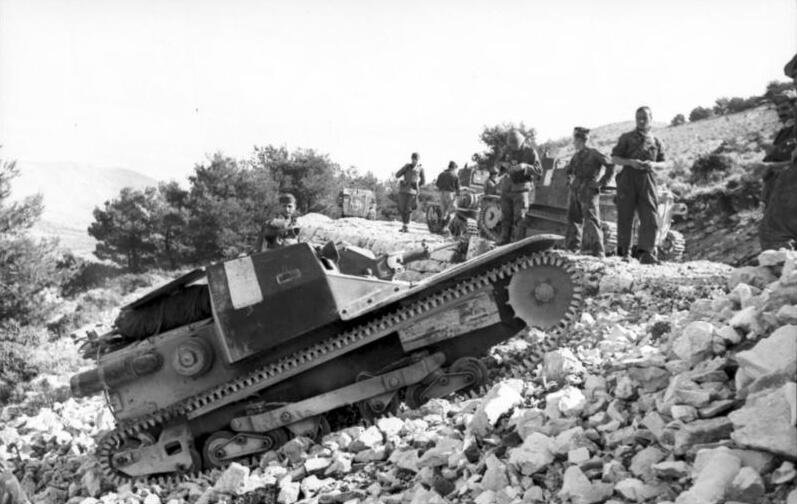
L3/33在希臘

### CV38
1938年开始，武器更换为一挺13.2mm贝雷塔M31重机枪，同时履带和悬挂也进行改进，定型为CV38。
1938年为表示3吨坦克的3,这样CV33变成CV3/33、CV35变成CV3/35、CV38变成CV3/38；
1939年因为全面整理装甲车辆编号，CV33系列从快速坦克归类为轻型坦克，故用新的L3（L为Leggero=轻型）制式番号，各型式改为L3/33、L3/35、L3/38。

### L3/CC
裝備20毫米反坦克步槍的反坦克版本

## 現況
一輛L3/33目前藏於位於澳大利亞堪培拉的澳大利亞戰爭紀念館。據信這輛L3/33是由英聯邦軍在1940年到1941年之間於北非繳獲的
中国人民革命军事博物馆中有一辆缴获自国军的cv33。

## 用戶
- 意大利
- 奧地利
- 巴西
- 比利时
- 克羅埃西亞獨立國
- 匈牙利王國
- 西班牙國
- 尼加拉瓜
- 伊拉克王國
- 保加利亞王國购买了14辆L3/33超轻型坦克，组建了保加利亚王家陆军第1坦克连。这批坦克使用的是8毫米布雷達38車載機槍。
- 中國，孔祥熙到意大利考察航空时采购20辆，一直封存在南昌，没有编入国民革命军唯一的装甲力量：交辎学校战车教导营。1938年1月15日，国民革命军装甲兵团正式扩编为第200师，师长杜聿明回忆200师共接收70辆T-26、4辆BT-5、18辆菲亚特CV-33、苏联的BA系列装甲车50余辆。摩托化步兵团装备的苏联嘎斯AA吨半卡车。CV-33坦克在200师编成内参加了徐州会战、长沙会战與緬甸戰役。1947年3月13日中国国军胡宗南部占领中共驻地延安后在延安举行阅兵式时拍摄的照片，有四台CV33超轻型坦克。直到1949年解放军在上海黄浦江码头还缴获了一批遗弃的CV33。1938年12月，第200师扩编成新编第11军，不久改为第5军，装甲力量改为军直属。